# Zdrój (osada w województwie zachodniopomorskim)
Zdrój – osada w północno-zachodniej Polsce, położona w województwie zachodniopomorskim, w powiecie gryfickim, w gminie Gryfice.
Osada znajduje się w obszarze Osiedla Nr 2 miasta Gryfice, jednostki pomocniczej gminy Gryfice. Zdrój leży poza granicami administracyjnymi miasta.
Zdrój jest siedzibą Nadleśnictwa Gryfice oraz Leśnictwa Górzyca.
Na skwerze przy budynku nadleśnictwa pracownicy odsłonili 18 maja 2006 r. kamień ku pamięci Jana Pawła II oraz zasadzili dąb papieski.